# Fitful Head
Fitful Head är en udde i Storbritannien.   Den ligger i kommunen Shetlandsöarna och riksdelen Skottland, i den norra delen av landet, 900 km norr om huvudstaden London. Fitful Head ligger på ön Mainland.
Terrängen inåt land är platt österut, men åt nordost är den kuperad. Havet är nära Fitful Head åt sydväst.  Närmaste större samhälle är Sandwick, 13,4 km nordost om Fitful Head. 